# Trasvalutazione dei valori

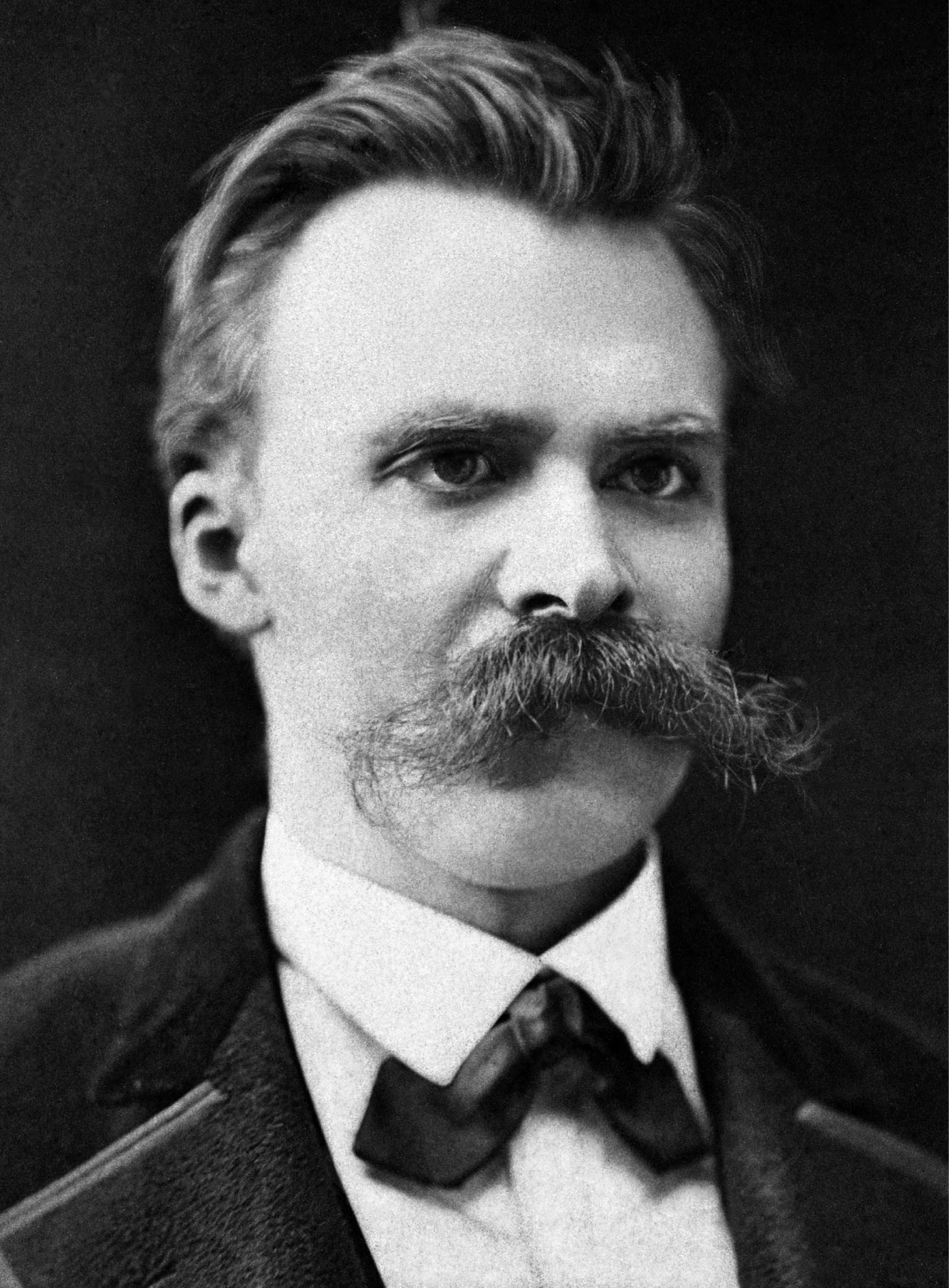
Friedrich Nietzsche (circa 1875)

La trasvalutazione di tutti i valori (in tedesco: Umwertung aller Werte) è un concetto filosofico ideato e sviluppato dal pensatore e scrittore tedesco Friedrich Nietzsche che, ritenendo  nella storia si fosse verificata quella che egli chiama la vittoria della "morale degli schiavi", la vittoria del "gregge" sulla morale aristocratica, sostiene che sia giunto il tempo di un capovolgimento di quei valori generati dal giudaismo, per cui:
più abissale (l'odio dell'impotenza), l'equazione aristocratica di valore (buono-aristocratico-potente-bello-felice-caro agli dei), cioè i "miserabili solo sono i buoni, i poveri, gli impotenti, gli umili solo sono buoni, i sofferenti, gli indigenti, i malati, i brutti sono anche gli unici a essere pii, beati in dio, solo a loro è concessa la beatitudine - là dove voi, al contrario, - voi nobili e potenti, voi sarete per l'eternità, i malvagi, i crudeli, i corrotti, gli insaziabili, gli empî, e sarete anche per l'eternità infelici, dannati e maledetti!"»
  Il ritorno allo spirito dionisiaco preparerà l'avvento dell'oltreuomo, depositario di virtù "al di là del bene e del male".

## Lo spirito di risentimento del Cristianesimo
Secondo Nietzsche, l'esaltazione delle virtù dei deboli contro quelle dei forti è avvenuta per quel senso di ostilità rivolto contro ciò che ciascuno identifica quale causa della propria frustrazione. Il senso di debolezza o inferiorità, e il sentimento di invidia, fanno nascere una moralità, che attacca e cerca di rimuovere la fonte percepita della frustrazione del soggetto. L'ego crea un nemico, per evitare il senso di colpa.
Il giudaismo e il cristianesimo hanno fomentato questo spirito di risentimento, «unico grande istinto di vendetta» dei deboli contro i forti elevandolo a valore di uguaglianza:

## Buoni e malvagi
Elaborando il concetto in L'Anticristo, Nietzsche afferma che il Cristianesimo, non solo come religione, ma anche come sistema morale predominante del mondo occidentale, è "ostile alla vita".
Allo stesso modo, Nietzsche contrappone la morale europea del XIX secolo a quella pre-cristiana e a quella della civiltà greca. Come "religione della pietà", il cristianesimo eleva il debole sul forte (in natura invece prevale il più forte sul più debole), esaltando colui che è "mal costituito e debole" a scapito di colui che è pieno di vita, salute, bellezza.
Secondo Nietzsche, si può anche capire, seppur non condividere, l'invidia del più debole nei confronti del più forte, ma perché definire buono il primo e malvagio il secondo?

## Il crepuscolo degli idoli
Nietzsche ritiene che sia giunto il momento di operare la trasvalutazione di tutti i valori tradizionali, ma non semplicemente per sostituirli con altri, bensì per liberare l'uomo da tutte quelle morali che pretendano d'imporgli una condotta che indebolisce la vita ed esalta la morte: l'uomo , vivendo in modo gioioso la propria esistenza terrena deve farsi "creatore di valori":
Non occorre abbattere con violenza e odio gli antichi valori morali e religiosi, questo accade con il "nichilismo passivo" di chi ancora porta il segno del collare da schiavo sul collo, e percepisce quei principi ancora come forti al punto da esserne ancora dominato, ma  ormai è giunto il "crepuscolo degli idoli" i quali si stanno sgretolando da soli, preparando l'avvento dell'oltreuomo:
Allora colui che tramonta benedirà se stesso, come uno che passa all'altra sponda; e il sole della sua conoscenza starà per lui nel meriggio.
Morti sono tutti gli dèi: ora vogliamo che il superuomo viva - questa sia un giorno, nel grande meriggio, la nostra ultima volontà!»

## Relativismo e trasvalutazione dei valori
La trasvalutazione dei valori è un'esigenza che riguarda non solo l'ambito della morale ma anche tutti quei principi della conoscenza in cui l'uomo ha finora creduto come se fossero verità oggettive. È il positivismo che ha preteso di assegnare ai fatti studiati dalla scienza  valutazioni oggettive in grado di trascendere la formazione culturale o le credenze soggettive. In realtà non ci sono fatti oggettivi e non è possibile la comprensione o la conoscenza di una cosa in sé. Non esiste l'assolutismo gnoseologico o etico, e occorre pertanto una costante trasvalutazione dei valori filosofici e scientifici, che tengano conto delle prospettive individuali. 
La verità, fatta "da" e "per" l'individuo e la società, è quindi una totalità che ha incorporato, per trarne vantaggio, differenti punti di vista e prospettive: